# 6432 Temirkanov
A 6432 Temirkanov (ideiglenes jelöléssel 1975 TR2) a Naprendszer kisbolygóövében található aszteroida. Ljudmila Ivanovna Csernih fedezte fel 1975. október 3-án.